# St. Bonifatius (Butterstadt)

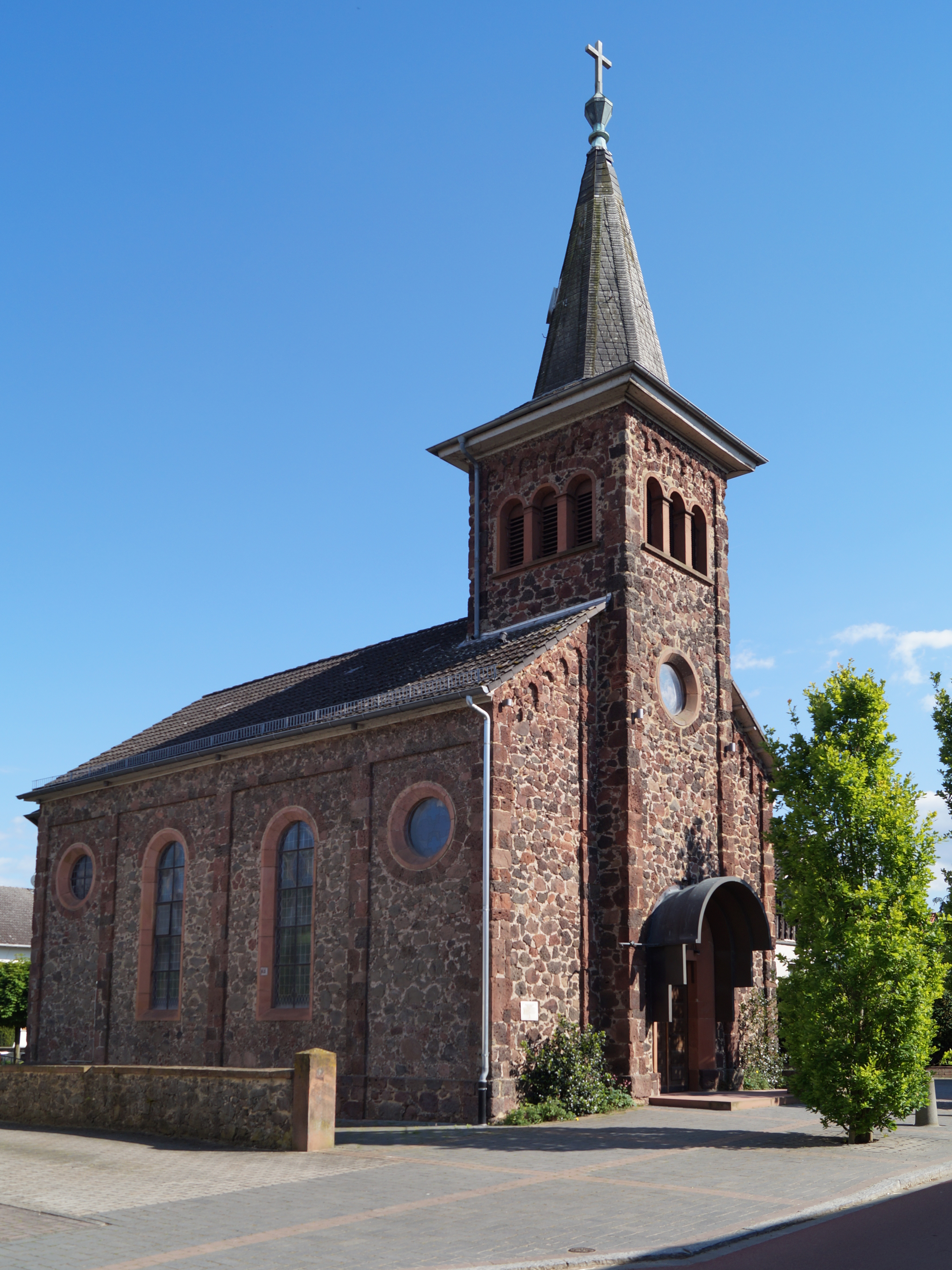
St. Bonifatius (Butterstadt)

Die römisch-katholische, denkmalgeschützte Filialkirche St. Bonifatius steht in Butterstadt, einem Stadtteil der Stadt Bruchköbel im Main-Kinzig-Kreis in Hessen. Die Filialkirche gehört zur Pfarrgemeinde St. Familia Bruchköbel im Pastoralverbund St. Bonifatius Bruchköbel-Niddertal im Dekanat Hanau des Bistums Fulda.

## Beschreibung
Die klassizistische Saalkirche aus unverputztem Basalt wurde am 10. September 1867 geweiht. Der mit einem schiefergedeckten, achtseitigen, spitzen Helm bedeckte Kirchturm im Osten ist in das Kirchenschiff eingestellt. Sein oberstes Geschoss beherbergt hinter den als Triforien gestalteten Klangarkaden den Glockenstuhl. Der Chor im Westen hat einen dreiseitigen Schluss. Die vier Joche des Kirchenschiffs sind an den Längswänden zwischen den Bogenfenstern in der Mitte bzw. den Ochsenaugen an den Seiten mit Lisenen abgeteilt.